# Siulak Gedang
Siulak Gedang is een bestuurslaag in het regentschap Kerinci van de provincie Jambi, Indonesië. Siulak Gedang telt 2436 inwoners (volkstelling 2010).